# Grégoire (Sänger)

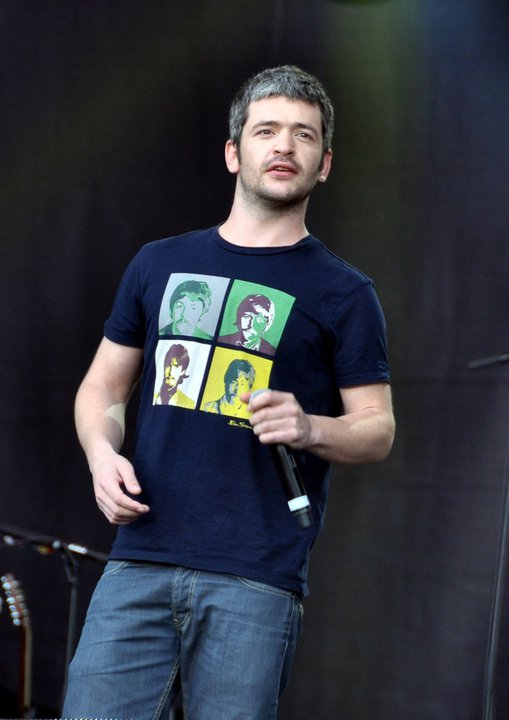
Grégoire (2011)

Grégoire (* 3. April 1979 in Senlis; eigentlich Grégoire Boissenot) ist ein französischer Popsänger und -komponist.

## Leben
In seiner Kindheit wurde er nach eigenen Angaben von der Musik der Beatles, von Jean-Jacques Goldman, Elton John, Cat Stevens, David Bowie, Léo Ferré, Bruce Springsteen und Jacques Brel beeinflusst.
Im Herbst 2008 landete er mit seiner ersten Single Toi + moi in seinem Heimatland und den frankophonen Nachbarländern einen Hit. Gefördert wurde der Erfolg von der als offene Internet-Community gegründeten Plattenfirma MyMajorCompany. Insgesamt beteiligten sich 347 Mitglieder der Community mit einem Mindestbetrag von 5 € an der Produktion von Grégoires Debütalbum. Binnen fünf Monaten waren die benötigten 70.000 € eingegangen. Durch freiwillige Promotiontätigkeit der Mitglieder in Blogs wurden die Radiostationen in Paris auf den Musiker aufmerksam. Insbesondere die Sender RTL und NRJ verhalfen dem Song zu landesweiter Ausstrahlung.
Nach Veröffentlichung des Albums, das mit Grégoire als erstem, „durch die große Öffentlichkeit in Frankreich produzierten Künstler“ beworben wurde, stieg es auf Anhieb auf Platz 2 der französischen Hitparade ein. Die Single Toi + moi hielt sich im französischen Teil Belgiens zwölf Wochen auf Platz 1. Bislang wurden von seinem Album etwa 900.000 Kopien verkauft. In dem begleitend zu seiner Debütsingle veröffentlichten Musikvideo sind etwa 40 seiner Produzenten vor der Kamera zu sehen.
Für seinen Erfolg wurde er 2009 in seinem Heimatland für die NRJ Music Awards als Französische Entdeckung des Jahres nominiert.
Sein zweites Studioalbum Le même soleil wurde am 15. November 2010 veröffentlicht.
Sein drittes Studioalbum Les Roses de Mon Silence wurde am 16. September 2013 veröffentlicht.

## Diskografie

### Alben
| Jahr | Titel                    | Höchstplatzierung, Gesamtwochen, AuszeichnungChartplatzierungen (Jahr, Titel, Platzierungen, Wochen, Auszeichnungen, Anmerkungen) | Höchstplatzierung, Gesamtwochen, AuszeichnungChartplatzierungen (Jahr, Titel, Platzierungen, Wochen, Auszeichnungen, Anmerkungen) | Höchstplatzierung, Gesamtwochen, AuszeichnungChartplatzierungen (Jahr, Titel, Platzierungen, Wochen, Auszeichnungen, Anmerkungen) | Anmerkungen                              |
| Jahr | Titel                    | FR | BEW | CH | Anmerkungen                              |
| ---- | ------------------------ | --- | --- | --- | ---------------------------------------- |
| 2008 | Toi + moi                | FR1 (167 Wo.)FR | BEW5 Gold · (92 Wo.)BEW | CH18 Platin · (51 Wo.)CH |                                          |
| 2010 | Le même soleil           | FR1 (61 Wo.)FR | BEW6 Gold · (58 Wo.)BEW | CH14 (23 Wo.)CH | Erstveröffentlichung: 15. November 2010  |
| 2013 | Les roses de mon silence | FR2 Platin · (3 Wo.)FR | BEW3 (53 Wo.)BEW | CH16 (8 Wo.)CH | Erstveröffentlichung: 16. September 2013 |
| 2015 | Poésies de notre enfance | FR5 (15 Wo.)FR | BEW18 (22 Wo.)BEW | CH61 (1 Wo.)CH | Erstveröffentlichung: 11. Mai 2015       |
| 2017 | À écouter d’urgence      | FR48 (6 Wo.)FR | BEW66 (13 Wo.)BEW | — | Erstveröffentlichung: 24. November 2017  |
| 2022 | Live au Studio 1719      | FR142 (1 Wo.)FR | BEW57 (1 Wo.)BEW | — | Erstveröffentlichung: 28. Januar 2022    |
| 2024 | Vivre                    | FR18 (7 Wo.)FR | BEW85 (4 Wo.)BEW | — | Erstveröffentlichung: 26. Januar 2024    |

### Singles
| Jahr | Titel Album                              | Höchstplatzierung, Gesamtwochen, AuszeichnungChartplatzierungen (Jahr, Titel, Album, Platzierungen, Wochen, Auszeichnungen, Anmerkungen) | Höchstplatzierung, Gesamtwochen, AuszeichnungChartplatzierungen (Jahr, Titel, Album, Platzierungen, Wochen, Auszeichnungen, Anmerkungen) | Höchstplatzierung, Gesamtwochen, AuszeichnungChartplatzierungen (Jahr, Titel, Album, Platzierungen, Wochen, Auszeichnungen, Anmerkungen) | Anmerkungen                              |
| Jahr | Titel Album                              | FR | BEW | CH | Anmerkungen                              |
| --- | ---------------------------------------- | --- | --- | --- | ---------------------------------------- |
| 2008 | Toi + moi Toi + Moi                      | FR87 (3 Wo.)FR | BEW1 Gold · (36 Wo.)BEW | CH9 Gold · (26 Wo.)CH |                                          |
| 2009 | Rue des étoiles Toi + Moi                | — | BEW8 (21 Wo.)BEW | CH59 (13 Wo.)CH |                                          |
| 2010 | Danse Le même soleil                     | FR60 (5 Wo.)FR | BEW18 (14 Wo.)BEW | — |                                          |
| 2010 | La promesse Le même soleil               | — | BEW22 (18 Wo.)BEW | — | feat. Jean-Jacques Goldman               |
| 2011 | Soleil –                                 | FR43 (11 Wo.)FR | BEW30 (10 Wo.)BEW | — |                                          |
| 2013 | Si tu me voyais Les roses de mon silence | FR149 (1 Wo.)FR | — | — | Erstveröffentlichung: 16. September 2013 |
| 2013 | Les roses de mon silence                 | FR111 (1 Wo.)FR | — | — |                                          |
| 2014 | Coup du sort Les roses de mon silence    | FR121 (1 Wo.)FR | — | — |                                          |
| 2017 | C’est quand ? À écouter d’urgence        | FR103 (9 Wo.)FR | — | — | Erstveröffentlichung: 20. Januar 2017    |
| Folgende Lieder erschienen nicht als Single, wurden aber durch das Album zum Download und Streaming bereitgestellt und konnten somit eine Platzierung erlangen: |                                          | | | |                                          |
| |                                          | | | |                                          |
| 2014 | Ta main Toi + moi                        | FR172 (1 Wo.)FR | — | — |                                          |
| 2017 | Mes enfants À écouter d’urgence          | FR165 (1 Wo.)FR | — | — |                                          |

Weitere Singles
- 2009: Ta Main
- 2009: Nuages